# Цмиг Микита Дмитрович
Мики́та Дми́трович Цмиг (біл. Мікі́та Дзмі́трыевіч Цмыг, нар. 15 квітня 1997, Могильов, Могильовський район, Могильовська область, Білорусь) — білоруський плавець.
Учасник Олімпійських Ігор 2016 року.